# Reguloidea
Reguloidea je nadčeleď pěvců z infrařádu Passerida. Jedinou čeledí této nadčeledi jsou králíčkovití (Regulidae).

## Fylogeneze
Nadčeleď Reguloidea může být první větví, která se oddělila při vývoji Muscicapoidea, nebo jde o sesterskou skupinu nadčeledi Bombycilloidea, s níž by pak tvořila sesterský klad nadčeledi Certhioidea. Toto nejisté postavení králíčků je ve skutečnosti hlavním důvodem existence samostatné nadčeledi.